# محمد دریس
محمد دریس (زاده ۰۳ دی ۱۳۷۴ در آبادان) بازیکن فوتبال ایرانی است که در تیم باشگاه فوتبال بعثت کرمانشاه بازی می‌کند.وسابقه بازی در تمام رده های ملی را دارد 